# سي 2 سي (استديو)
استوديو سي 2 سي (باليابانية: 株式会社C2C، بالروماجي: Kabushiki-gaisha C2C) هو استوديو رسوم متحركة ياباني، تأسس في مايو 2009، ويقع مقره في مدينة طوكيو.

## أعمال الاستوديو

### مسلسلات أنمي تلفزيونية
| العنوان                                                    | المخرج            | تاريخ العرض                    | عدد الحلقات |
| ---------------------------------------------------------- | ----------------- | ------------------------------ | ----------- |
| Yurumates 3D ‏                                              | يوشيهيدي يوزومي   | 3 أبريل 2012 - 25 سبتمبر 2012  | 26          |
| Oneechan ga Kita                                           | يوشيهيدي يوزومي   | 8 يناير 2014 - 26 مايو 2014    | 12          |
| Go! Go! 575 ‏                                               | تاكيبومي أنزاي    | 9 يناير 2014 - 30 يناير 2014   | 4           |
| M3: The Dark Metal                                         | جونيتشي ساتو      | 21 أبريل 2014 - 1 أكتوبر 2014  | 24          |
| Aquarion Logos                                             | هيديزاكو ساتو     | 2 يوليو 2015 - 24 ديسمبر 2015  | 26          |
| ماذا تفعل في نهاية العالم؟ هل انت مشغول؟ هل تستطيع انقاذي؟ | جونيتشي وادا      | 11 أبريل 2017 - 27 يونيو 2017  | 12          |
| تلقي هاروكانا                                              | توشيوكي كوبوكا    | 6 يوليو 2018 - 21 سبتمبر 2018  | 12          |
| Hitori Bocchi no Marumaru Seikatsu                         | تاكيبومي أنزاي    | 6 أبريل 2019 - 22 يونيو 2019   | 12          |
| Shachibato! President, It's Time for Battle!               | هيروكي إيكيشينا   | 5 أبريل 2020- 28 يونيو 2020    | 12          |
| رحلات الساحرة                                              | Toshiyuki Kubooka | 2 أكتوبر 2020 - 18 ديسمبر 2020 | 12          |
| PuraOre: Pride of Orange                                   | تاكيبومي أنزاي    | أكتوبر 2021 - TBA              | TBA         |
| تسوكيميتشي: مونليت فانتسي                                  | شينجي إيشيهارا    | 2021 - TBA                     | TBA         |

### أوفا / أونا
- Go! Go! 575: Meippai ni, Hajiketeru?  [لغات أخرى]‏ (2014 بالتعاون مع لاي-دوس)
- Oneechan ga Kita (2014)
- Tamashichi (2015)
- Tenchi Muyo! Ryo-Ohki 4  [لغات أخرى]‏ (2016–2017 بالتعاون مع شركة أنمي إنترنشنل)

## وصلات خارجية
- الموقع الرسمي باللغة الإنجليزية
- سي 2 سي (استديو) على موقع IMDb (الإنجليزية)
- سي 2 سي (استديو) على موقع ANN company (الإنجليزية)